# محمود بن سليمان الكفوي
محمود بن سليمان الحنفي الرومي الكفوي (1520؟ - 990هـ/ 1582م) قاض ويعد من علماء تراجم الحنفية وفقهائها.

## نبذة
محمود الرومي الكفوي من أهل بلدة كفه التركية. تعلم بها، واضطلع بالأدبين العربي والتركي. ولّي القضاء في كفه مدة، وعاد إلى العاصمة استانبول معزولا، وتوفي بها.

## أعماله
له كتب، منها:
- كتائب أعلام الأخيار من فقهاء مذهب النعمان المختار. في تراجم الحنفية. مطبوع في 4 أجزاء.[4]

- شرح آداب البحث. مخطوط.[3]